# Michel Marret
Michel Marret (* 21. März 1910; † 10. Dezember 1995) war ein französischer Badmintonspieler. 

## Karriere
Michel Marret gewann 1941 erstmals die French Open, wobei er in allen drei möglichen Disziplinen erfolgreich war. 1942 und 1943 siegte er dort jeweils doppelt, 1944 und 1946 einfach.

## Sportliche Erfolge
| Saison | Veranstaltung | Disziplin    | Platz | Name                             |
| ------ | ------------- | ------------ | ----- | -------------------------------- |
| 1941   | French Open   | Mixed        | 1     | Michel Marret / Madeleine Girard |
| 1941   | French Open   | Herrendoppel | 1     | Michel Marret / René Mathieu     |
| 1941   | French Open   | Herreneinzel | 1     | Michel Marret                    |
| 1942   | French Open   | Mixed        | 1     | Michel Marret / Madeleine Girard |
| 1942   | French Open   | Herrendoppel | 1     | Michel Marret / René Mathieu     |
| 1943   | French Open   | Mixed        | 1     | Michel Marret / Madeleine Girard |
| 1943   | French Open   | Herrendoppel | 1     | Michel Marret / Henri Pellizza   |
| 1944   | French Open   | Herrendoppel | 1     | Michel Marret / Henri Pellizza   |
| 1946   | French Open   | Herrendoppel | 1     | Michel Marret / Henri Pellizza   |